# Guangyun
Le Guangyun (chinois simplifié : 广韵 ; chinois traditionnel : 廣韻 ; pinyin : Guǎngyùn, Wades-Gilles : Kuang Yün, littéralement Rimes étendues) est un dictionnaire de rimes chinois  qui fut confectionné de 1007 à 1008 sous le règne de l'Empereur Song Zhenzong. Chen Pengnian (陳彭年, 961–1017) et Qiu Yong (邱雍) en furent les éditeurs responsables.

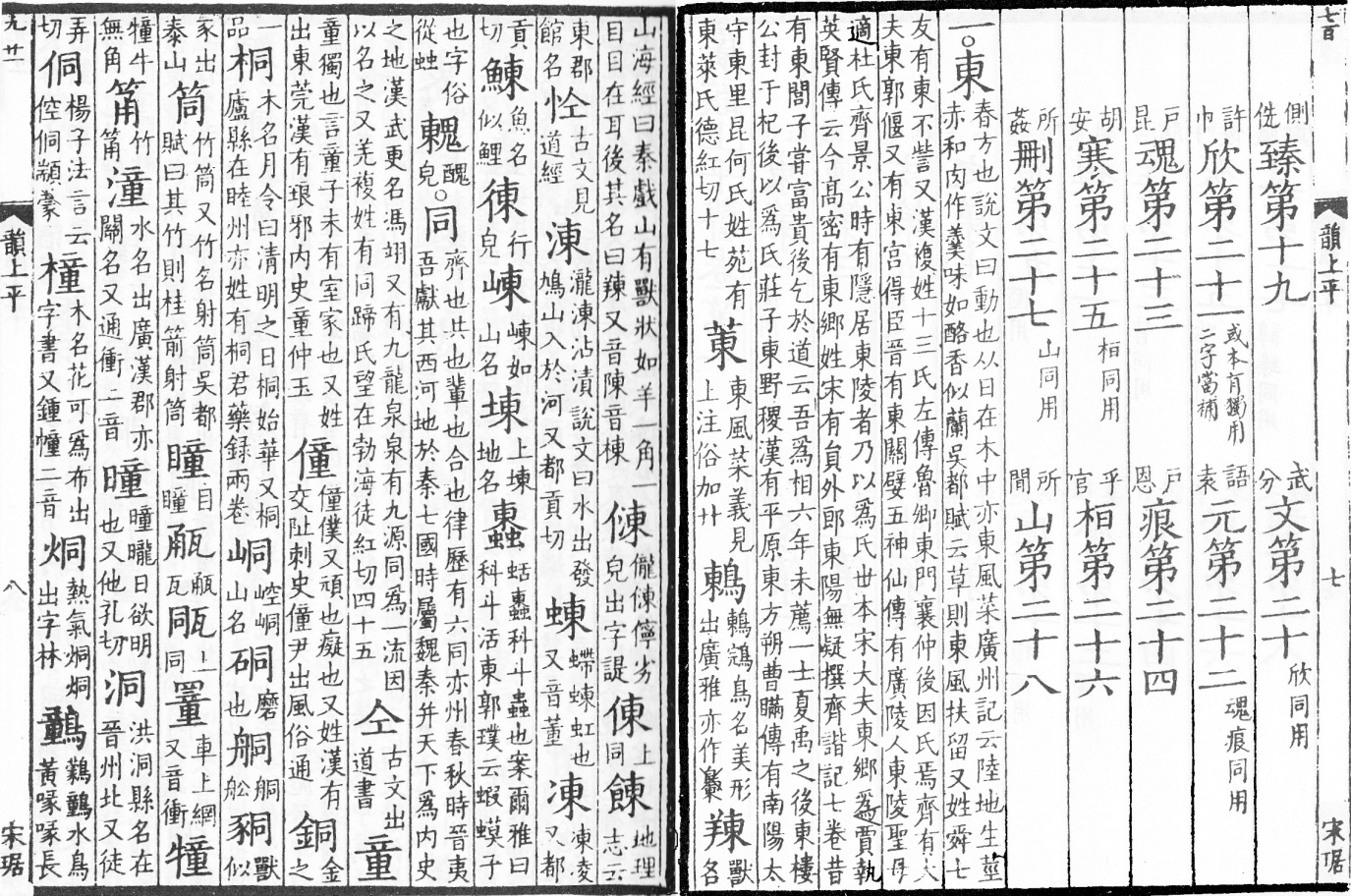
Première page du Guangyun.

C'est une révision et un accroissement de l'influent dictionnaire de rimes Qieyun de 601,  et il fut lui-même révisé plus tard en le Jiyun.
Jusqu'à la découverte d'un exemplaire quasi complet du début du VIIIe siècle du Qieyun en 1947, le Guangyun fut la mention la plus complète de la phonologie Qieyun, et fut abondamment utilisé pour les travaux de reconstruction du chinois médiéval. 
Il est toujours utilisé en tant que source majeure dans la phonologie chinoise,.
Le Guangyun a une structure similaire au Qieyun :
- le dictionnaire est organisé selon quatre tons et réparti sur cinq volumes, deux pour le ton du chinois médiéval 平聲  et un volume pour chacun des autres tons du chinois médiéval, soit le ton montant 上聲, le ton descendant 去聲 et le ton d'entrée 入聲.
- chaque ton est réparti en rimes, pour un total de 206 rimes finales, pour seulement 193 dans le Qieyun.
- chaque rime est divisée en groupes de caractères homophones, dont la prononciation de chacun est donnée par une indication fanqie.

Le dictionnaire présente un total en entrées de 26.194 caractères, chacun contenant une brève description de la signification.
La base de données Unihan comprend le jeu de caractères "SBGY" (Songben Guangyun; "Song edition Guangyun") avec 25 334 entrées pour 19 583 caractères.